# Sieghütte
Sieghütte war ein mittelalterlicher Vorort der Stadt Siegen im Kreis Siegen. Er entstand um die gleichnamige Hütte und trug früher auch die Bezeichnungen Dillnhenrichshütten bzw. Tillnhenrichshütten oder Auf der Sieg.
Bis 1898 bestand die Walzengießerei Gontermann, dann wurde der Betrieb nach Marienborn verlagert. 1798 gab es in Sieghütte 58 Häuser. 1834 lebten im Bezirk Sieghütte 407 Menschen, 1861 waren es 485.
Noch heute ist der Begriff „Sieghütte“ üblich zur Orientierung. So trägt beispielsweise die dortige Ausfahrt der Hüttentalstraße die Bezeichnung „Sieghütte“.